# Max-Eyth-Schule Stuttgart

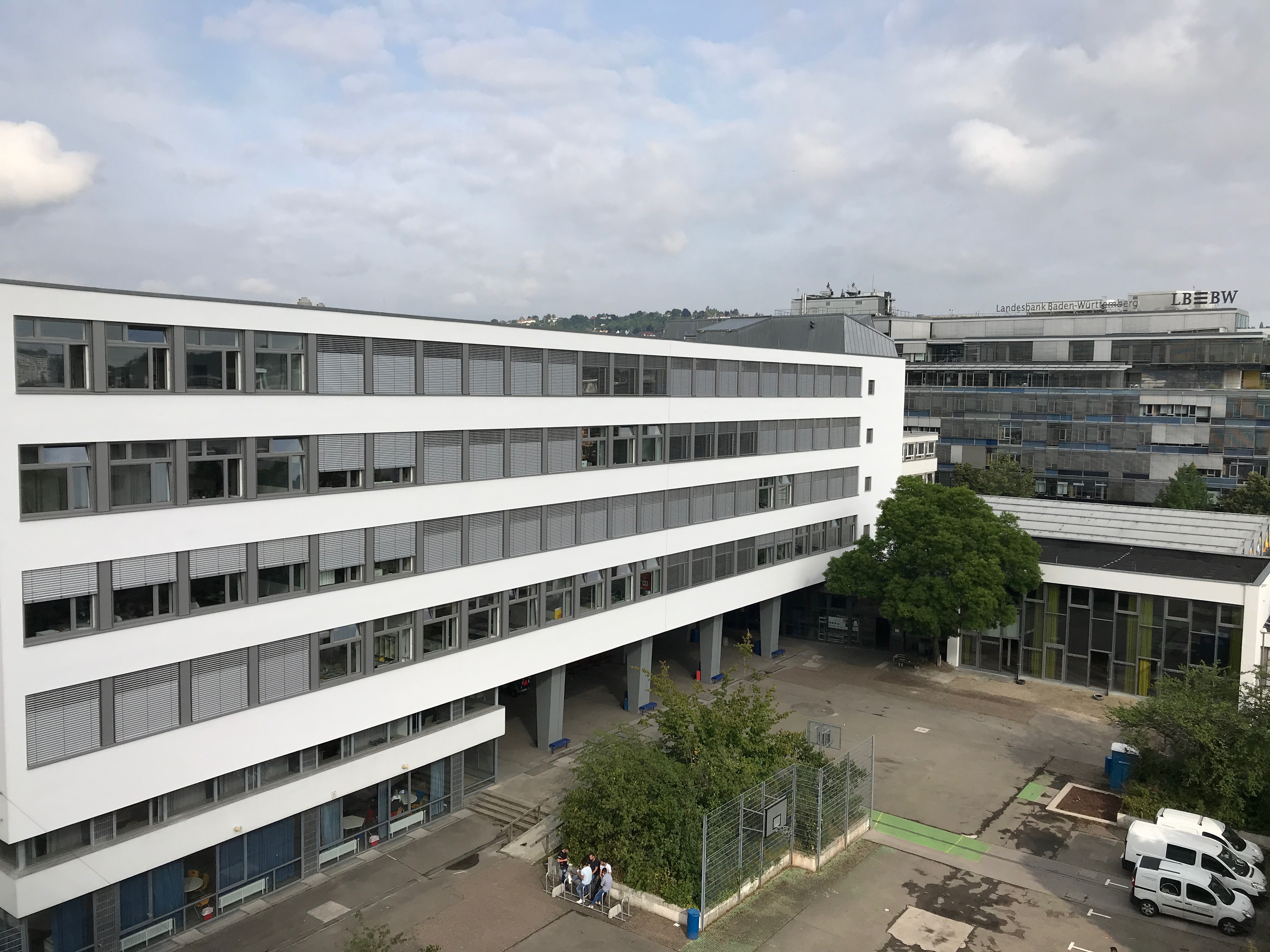
Max-Eyth-Schule Stuttgart

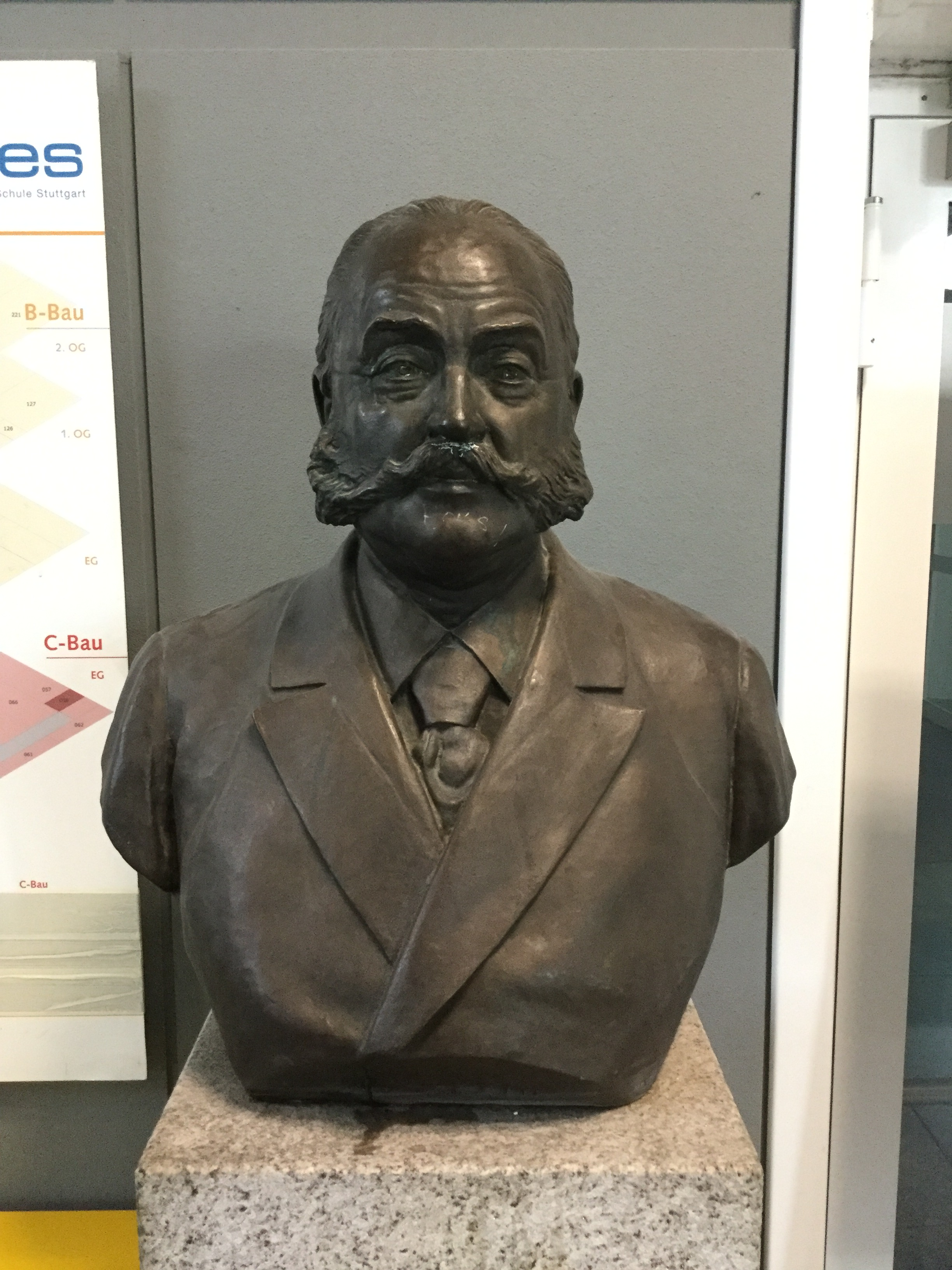
Büste Max Eyths im Foyer der Schule (Geschaffen von Max Landsberg, 1896)

Die Max-Eyth-Schule ist eine berufliche Schule in Stuttgart. Sie wurde 1962 gegründet und ist nach dem Ingenieur, Schriftsteller und Zeichner Max Eyth benannt. Die Zahl der Schüler beträgt etwa 1750, die Zahl der Lehrer etwa 120.

## Lage
Die Max-Eyth-Schule befindet sich in der Fritz-Elsas-Straße 29 in Stuttgart zwischen dem Rotebühlplatz und dem Berliner Platz. Die Schule ist mit der S-Bahn (Stuttgart Stadtmitte) oder U-Bahn (Berliner Platz Hohe Straße) zu erreichen.

## Geschichte
Die Max-Eyth-Schule ist die Nachfolgeschule der ehemaligen Jobstschule, der zentralen gewerblichen Berufsschule in Stuttgart. Die Jobstschule war in den 1950er Jahren zu einer Schule mit über 4000 Schülern gewachsen, woraufhin man im Jahre 1960 beschloss zwei selbstständige Schulen daraus zu machen. 1962 bezog die Max-Eyth-Schule den Neubau an der Fritz-Elsas-Straße 29 mit ihren Maschinenbauberufen. Zu diesem Zeitpunkt war die MES mit 10 Millionen D-Mark Baukosten Stuttgarts teuerster Schulbau, außerdem galt sie aufgrund der Werkstattausstattung als modernste Berufsschule der Bundesrepublik. Von 2014 bis zum Ende des Schuljahres 2018/2019 wurden Hauptgebäude (A-Bau), Werkstätten und Aula (C-Bau) umfangreich saniert.

## Schulformen

### Berufsschule
Entsprechend dem Schulprofil werden schwerpunktmäßig technische Berufe angeboten, unter anderem Technischer Produktdesigner, Industriemechaniker oder Zerspanungsmechaniker.
Im Schuljahr 2002/03 wurden allerdings auch Fachklassen für den Ausbildungsberuf Fachkraft für Schutz und Sicherheit eingerichtet. Damit ist die Max Eyth Schule, die einzige Schule Baden-Württembergs, an der Auszubildende dieses Berufszweigs unterrichtet werden.

### Technisches Gymnasium
Seit dem Schuljahr 2012/2013 gibt es an der Max-Eyth-Schule nicht nur das klassische 3-jährige Technische Gymnasium (Klasse 11 bis 13), sondern mit dem 6-jährigen Technischen Gymnasium (Klasse 8 bis 13) auch eine Mittelstufe.
Ab Klasse 11 werden drei Profile angeboten:
- Mechatronik (Technik)
- Technik und Management (TM)
- Gestaltungs- und Medientechnik (GMT)

### Technikerschule
An der Max Eyth Schule gibt es zwei Wege zum staatlich geprüften Techniker bzw. zur staatlich geprüften Technikerin Fachrichtung Maschinentechnik (allgemeiner Maschinenbau):
- Tagesschule (Vollzeitform)
- Abendschule (Teilzeitform)

### Meisterschule
Diese einjährige Vollzeitschule bereitet auf die Meisterprüfung im Bereich Feinwerkmechanikerhandwerk und auf entsprechende Tätigkeiten in Fertigung, Arbeitsvorbereitung, Ausbildung und Betriebsleitung vor.

### Berufskolleg
Die Besonderheit am 2-jährigen Berufskolleg der Max-Eyth-Schule ist, dass es neben dem Erwerb der Fachhochschulreife auch noch die Ausbildung zum Technischen Assistent Produktdesign beinhaltet. Das Berufskolleg setzt einen mittleren Bildungsabschluss voraus.

## Partnerschaften
Es bestehen Austauschprogramme mit zwei Partnerstädten Stuttgarts:
- St Helens College[6]
- Samara (Gymnasium Nr. 4)[7]

Außerdem bestehen Austauschprogramme mit dem Chinesisch-Deutschen-Ausbildungszentrum in Peking und der Taichung Industrial High School (TCIVS) in Taichung.

## Industrie 4.0
Die Max-Eyth-Schule arbeitet zusammen mit der Robert-Bosch-Schule und der Werner-Siemens-Schule an einem Projekt namens Kompetenzstandort Stuttgart Industrie 4.0. Ziel dieser Kooperation ist es, eine Lernfabrik zu schaffen, mithilfe derer die Schülerinnen und Schülern die vernetzten Produktionsprozesse eines Unternehmens sowohl im Klassenzimmer als auch in der Werkstatt kennen lernen können.

## Bekannte ehemalige Schüler
- Wilfried Hajek (* 1956), Politiker (Abitur 1977)
- Dietmar Haaf (* 1967), ehemaliger Weitspringer
- Jakob Johnson (* 1994), NFL-Footballspieler[11]
- Max Rieger (* 1993), Musiker bei Die Nerven[12]
- Edwin Rosen (* 1998), Musiker[13]